# Liste des digimon (L–Z)
Cet article est une liste non exhaustive, des lettres L à Z, regroupant toutes les espèces de digimon, ainsi que d'autres formes de vies numériques, recensées dans la franchise japonaise Digimon (incluant virtual pets, jeux de cartes, mangas, animes, jeux vidéo et jouets), créée par Akiyoshi Hongo. Dans l'anime, ces créatures sont généralement décrites comme étant des monstres composés de données, résidant dans un univers parallèle nommé le digimonde (ou monde digital).

### Lillymon

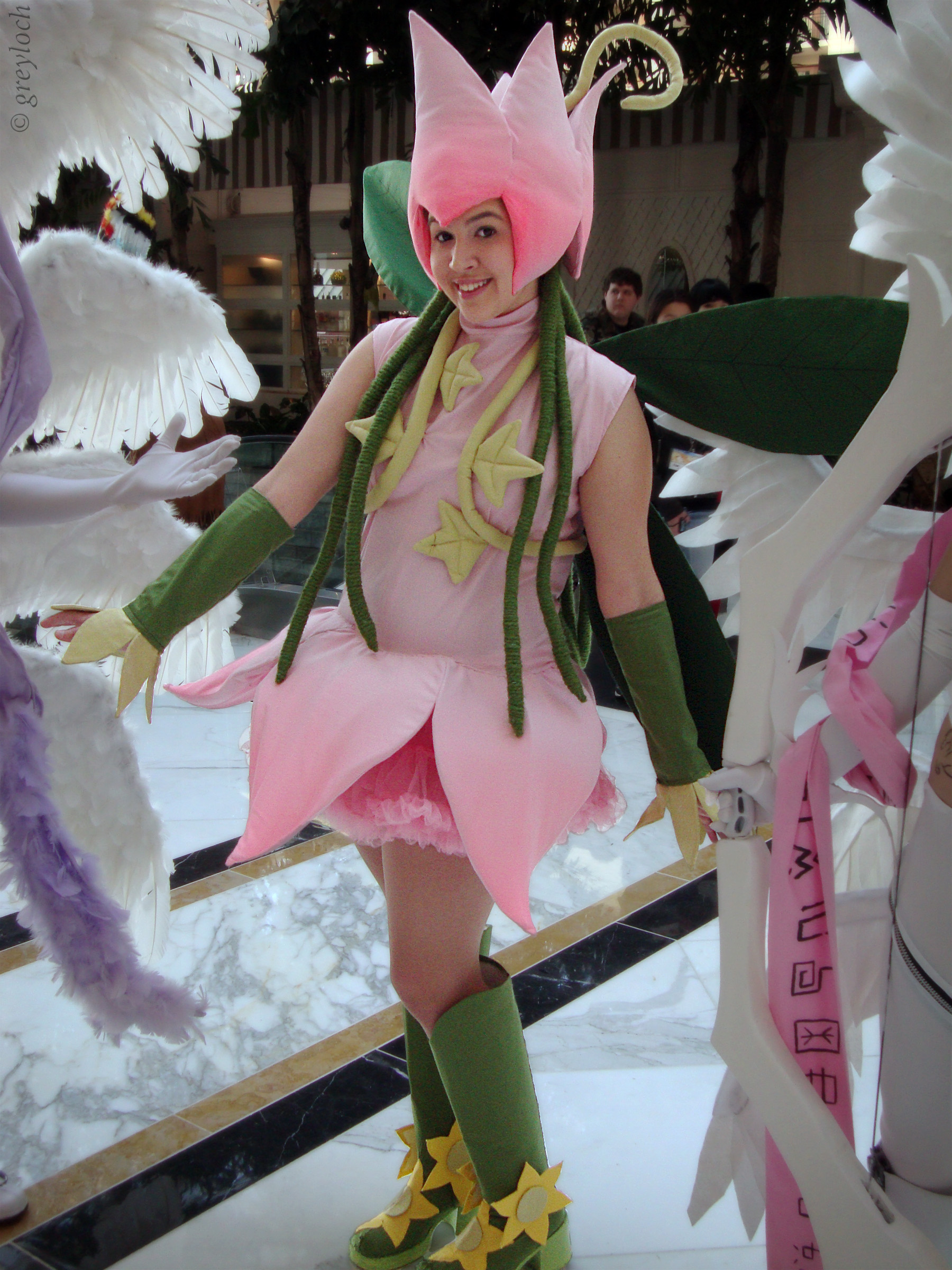
Cosplay de Lillymon.

### Togemon

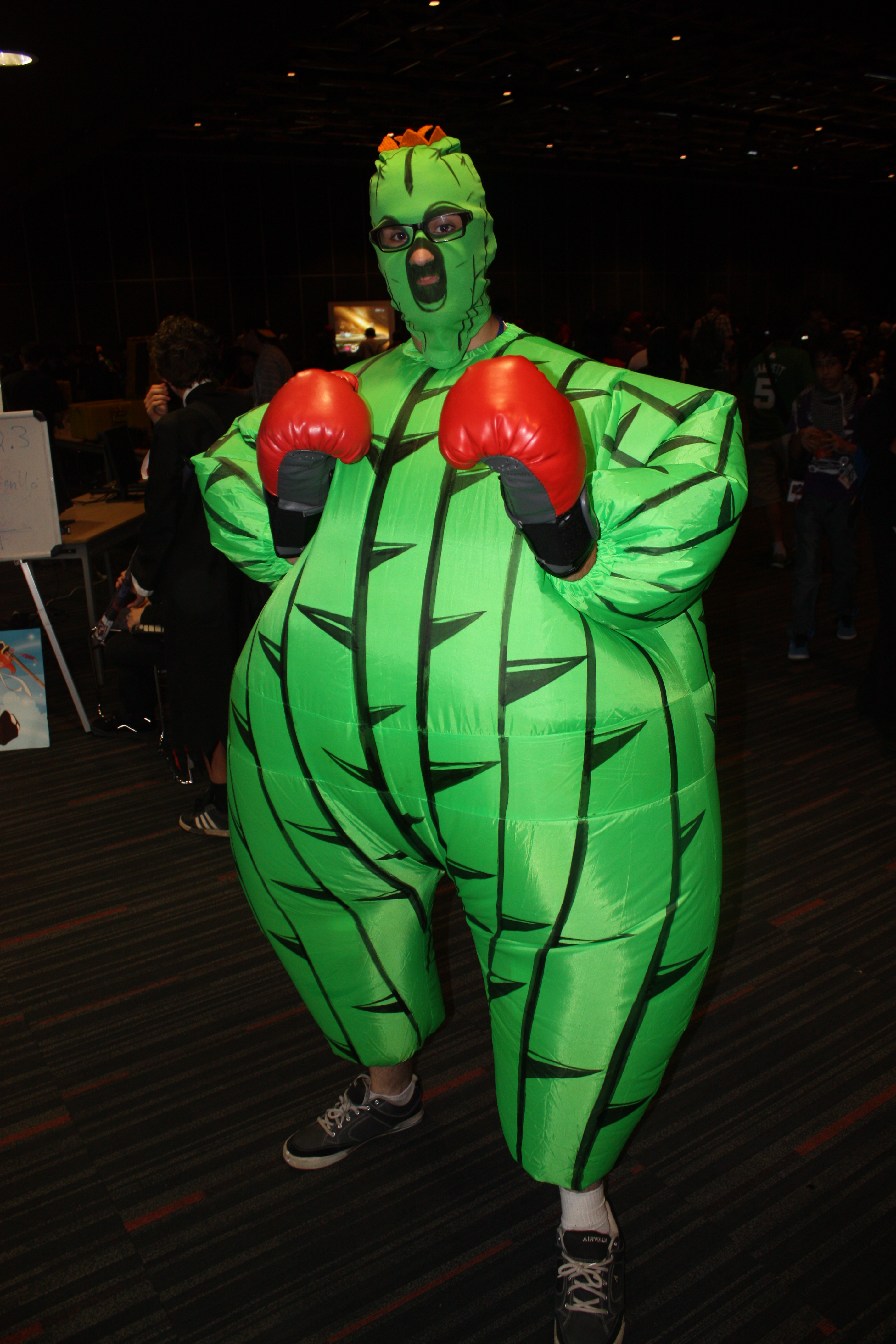
Cosplay de Togemon.

## L

### Labramon
Labramon (ラブラモン, Raburamon) est un digimon mammifère, de niveau disciple, de type anti-virus. Comme son nom le suggère, il ressemble à un labrador. Il se sent loyal envers ses digi-dompteurs et se doit de les protéger. Dans le film Digimon Tamers: The Adventurers' Battle, Labramon est partenaire d'une petite fille appelée Uehara Minami. Il est la réincarnation de son animal de compagnie, Mei, mort noyé dans un océan.

### LadyDevimon
LadyDevimon (レディーデビモン, Redīdebimon) est un digimon démon, de niveau ultime, de type virus. LadyDevimon est un ange déchu aux pouvoirs maléfiques. Elle apparait pour la première fois dans un épisode de la première saison de l'anime, Digimon Adventure, , comme esclave de Myotismon, face à Angewomon.

### Lalamon
Lalamon (ララモン, Raramon) est un digimon plante, de niveau disciple, et de type antivirus. Il se déplace en volant à l'aide de la petite feuille plantée sur sa tête. Il apparait pour la première fois dans la cinquième saison de l'anime, Digimon Savers), aux côtés de sa partenaire Yoshino.

## R

### Renamon
Renamon (レナモン) est un digimon mammifère, de niveau disciple, et de type antivirus. Toujours calme, posée et terre à terre, elle garde son sang froid en toutes situations. Sa silhouette et sa taille diffèrent de la plupart des autres disciples, de même que sa maîtrise du combat et sa vitesse en font un ennemi sérieux pour les digimon de niveau supérieur. Au combat, sa fourrure s'adapte à son environnement, ce qui la rend invisible. Elle apparait dans la troisième saison de l'anime, Digimon Tamers), en tant que partenaire de Rika Nonaka.

## T

### Tyrannomon
Tyrannomon (ティラノモン, Tiranomon) est un digimon dinosaure, de niveau champion, et de type donnée. Comme le suggère son nom, Tyrannomon fait partie de la famille des tyrannosaures. Il est capable de tout raser d'un revers de queue et dispose de bras développés. Moyennement intelligent, il est de nature obéissante et est très facile à manipuler. Ses attaques sont tyrannoflamme et tranche. Il se digivolve à partir de nombreux digimon incluant Agumon (dans Digimon World), BlackAgumon, Elecmon, Falcomon, Gabumon (dans Digimon World), Goburimon (dans Digimon Story), Gotsumon, Guilmon, Patamon (dans Digimon World), Tentomon (dans Digimon Mini Ver. 2.0) et Terriermon.
Tyrannomon apparait dans de nombreux médias dérivés de la franchise. Dans la deuxième saison de l'anime, Digimon Adventure 02, il apparait comme antagoniste aux ordres de Ken Ichijouji, à cette période autoproclamé « Empereur des digimon ». Dans les jeux vidéo, il apparait notamment comme personnage à élever dans Digimon World (1999) et dans Digimon World 2 (2001). Il apparait aussi comme diigmon sauvage dans Digimon World 2003 (2002).